# Mari Ábrego
Mari Ábrego Santesteban (Los Arcos, 4 de julio de 1944 - Pamplona, 19 de abril de 2018) fue un alpinista español, destacado himalayista que, junto con Josema Casimiro, fue el primer español en alcanzar la cima del K-2.

## Biografía
Nació en 1944 en Pamplona, pero se crio en su pueblo, Los Arcos.
Considerado una de los mejores alpinistas españoles comenzó su andadura como montañero por su tierra, Navarra y los Pirineos. Después siguió con los Alpes y continuó con las grandes cumbres de los Andes y el Himalaya. Conocido sobre todo por ser el primer español, junto a Josema Casimiro, en hollar el K-2 el 23 de junio de 1986, su trayectoria como alpinista estuvo marcada por otros importantes hitos, como ser el primero en alcanzar al estilo alpino la cima del Aconcagua por la cara sur, el Huamashraju por la arista norte y el Huandoy Norte por la cara este. Hizo cumbre también en otras cuatro montañas, además del K-2, por encima de ocho mil metros: Makalu, Nanga Parbat, Broad Peak y Cho Oyu, aunque se le resistió el Everest donde realizó un total de cuatro intentos, tres de ellos desde China. Fue galardonado con la Medalla de Oro al Mérito Deportivo otorgada por el Gobierno de Navarra.
Falleció el 19 de abril de 2018 víctima de un cáncer de estómago.
El 20 de abril de 2018 su cuerpo fue incinerado en el Cementerio Municipal de San José de Pamplona.